# 大内弘成
大内 弘成（おおうち ひろなり）は、周防国の武士。大内氏第19代当主。

## 生涯
先代の大内満盛の子。寛元2年（1244年）9月18日頃に死去し、跡を子の弘貞が継いだ。
父の満盛の頃から続く大内家の発展期であり、実質的には守護に近い扱いを六波羅探題より受けていたといわれる。